# Moisés de Dascurene
Moisés Dasxuranci (en armeni romanitzat: Movses Dasxuranc’i) o Moisés Cagancatvatsi fou un famós historiador armeni, autor d'un treball historiogràfic en armeni clàssic del segle X sobre Albània i les províncies orientals d'Armènia, conegut com La història del país d'Albània.[1][2][3]
El primer esment de Moisés el feu l'estudiós del dret armeni medieval Mchitar Goch, que es refereix a ell com "Moisés Dasxuranci". Un historiador tardà, Cirac de Ganzaca, autor d'una Història d'Armènia, es refereix a una afirmació de la Història de Moisés, en què atribueix l'obra a Moisés Cagancatvatsi. L'afirmació en qüestió (Llibre II, cap. 11) diu:
| “ | Quan l'enemic fou conscient del que havia ocorregut, ells el perseguiren i en sorprengueren un grup al cim de la muntanya oposada a la vila de Cagancatuique, que és a la mateixa província d'Uti d'on jo també provinc. | ” |

Moisés narra la invasió turcopersa de la Transcaucàsica i altres esdeveniments del segle VII en els llibres I i II de la seua història. El Llibre III difereix dels anteriors en estil d'escriptura[5] i datació: narra les expedicions càspies dels rus' i la seua conquesta de Partava al segle x. A causa del lapse temporal i la diferència d'estil, l'atribució a un sol autor és qüestionable. És per això que se'n solen assumir dos autors o editors consecutius, Cagancatvatsi (segle VII) com a autor dels llibres I i II, i Dasxuranci (segle X) com a editor dels texts de Cagancatvatsi i autor del Llibre III.

## Referència
1. ↑  Hacikyan, 2000, p. 171-172; 364.